# آتيا شيتي
آتيا شيتي (بالإنجليزية: Athiya Shetty)‏ ولدت في (5 نوفمبر 1992)، هي ممثلة هندية وابنة الممثل سونيل شيتي، عُرفت من خلال ظهورها الأول في فيلم بطل الذي صدر في عام 2015. تابعت والدها منذ صغرها في مجال عمله لتتعلم أساسيات التمثيل.
ولدت وترعرعت في مدينة مومباي، وتلقت تعليمها في المدرسة الأمريكية بمومباي، حيث درست إلى جانب العديد من الممثلين الشباب، منهم شرادها كابور وتايغر شروف.

## الأفلام
| السنة | الفيلم          | الدور       |
| ----- | --------------- | ----------- |
| 2015  | بطل (فيلم هندي) | رادها ماثور |